# ハビエル・エスピノサ
ハビエル・エスピノサ・ゴンサレス（Javier Espinosa González, 1992年9月19日 - ）は、スペイン・タラベラ・デ・ラ・レイナ出身のサッカー選手。CFフエンラブラダ所属。ポジションはミッドフィールダー。

## 経歴
2005年からFCバルセロナのユースチームでキャリアをスタートさせ、2010年にFCバルセロナBに昇格した。2014年にビジャレアルCFに移籍した。2015年1月にUDアルメリアに、8月にはエルチェCFにレンタル移籍した。2016年7月、レバンテUDに移籍した。2017年、グラナダCFにレンタル移籍した。2018年、オランダのFCトゥウェンテに移籍した。
2021年2月1日、CFフエンラブラダと2020-21シーズン終了までの短期契約を結んだ。

## 代表歴
スペイン代表として2009 FIFA U-17ワールドカップに選出された。

## 所属クラブ
- FCバルセロナB 2010-2014
- ビジャレアルCF 2014-2016

→ UDアルメリア 2015 (loan)
→ エルチェCF 2015-2016 (loan)
- レバンテUD 2016-2018

→ グラナダCF 2017-2018 (loan)
- FCトゥウェンテ 2018-2020
- CFフエンラブラダ 2021-